# Filip Langer
Filip Langer, född den 29 december 2001, är en tjeckisk innebandysspelare som spelar för svenska Storvreta och tjeckiska landslaget.
Filip Langer ingick i det tjeckiska lag som tog brons i World Games år 2022 och 2025. Han har även tagit två brons och ett silver i VM.